# Gesellschaft für Sportmedizin der DDR
Die Gesellschaft für Sportmedizin der DDR  (GSM) war die Fachorganisation der sportmedizinisch tätigen bzw. interessierten Ärzte in der Deutschen Demokratischen Republik. 

Ehrenplakette der Gesellschaft für Sportmedizin der DDR

## Geschichte
Nach der Bildung einer Arbeitsgemeinschaft für Sportmedizin 1954 in Leipzig kam es über mehrere Umbenennungen (1956: Medizinisch-wissenschaftliche Gesellschaft für Sportmedizin; 1958: Deutsche Gesellschaft für Sportmedizin der DDR) 1969 zur endgültigen Bezeichnung Gesellschaft für Sportmedizin der DDR (GSM). Erster Vorsitzender wurde Arno Arnold, ein früher Pionier der deutschen Sportmedizin.
Wenn sich auch die Sportmedizin in der DDR auf die gleichen Wurzeln wie der 1950 wieder gegründete Deutsche Sportärztebund in der Bundesrepublik Deutschland bezog, so ging die Sportmedizin in beiden Teilen Deutschlands bedingt durch Kalten Krieg und zunehmende Abschottung bald getrennte Wege. Nur die 1. Jahrestagung der Gesellschaft 1955 in Weimar führte noch einmal Sportmediziner aus Ost und West zusammen. Zunehmende Konfrontation führte auch dazu, dass die Gesellschaft für Sportmedizin der DDR erst 1966 in den Weltsportärztebund, Fédération Internationale de Médecine du Sport aufgenommen wurde. In der Folgezeit arbeiteten führende Sportmediziner der DDR (Stanley Ernest Strauzenberg und Kurt Tittel) in den Leitungsgremien des Weltverbandes sehr erfolgreich mit, was mit hohen Auszeichnungen gewürdigt wurde.  Ausgewählte Sportmediziner der DDR (Reisekader) traten regelmäßig auf den FIMS-Weltkongressen auf.
In der in 15 Bezirke gegliederten Struktur der DDR bildeten sich Bezirks- bzw. Regionalgruppen der GSM, wo regelmäßig Weiter- und Fortbildungsveranstaltungen stattfanden, die gemeinsam mit Lehrgängen des Sportmedizinischen Dienstes zur Staatlichen Anerkennung als Sportarzt führten. Ebenso wurden Internationale Sportärztelehrgänge vom Weltverband für Sportmedizin (FIMS) beauftragt in der DDR durchgeführt, die auf Grund des sportlichen Rufs der DDR regen Zuspruch aus aller Welt erfuhren. Ab März 1961 erschien monatlich die Zeitschrift „Medizin und Sport“, seit März 1969 als gemeinsames Fachorgan vom Sportmedizinischen Dienst und GSM  herausgegeben.
Bis 1988 fanden insgesamt 27 Jahreskongresse der GSM, teils in Kooperation mit anderen medizinischen Fachgesellschaften und mit internationaler Beteiligung aus den sogenannten sozialistischen Ländern statt.
Für Leistungen und Verdienste um die Entwicklung der Sportmedizin wurden als Auszeichnungen der GSM die Ehrenurkunde, die Ehrenplakette und die Ehrenmitgliedschaft verliehen. Zur Förderung der wissenschaftlichen Arbeit in der Sportmedizin gab es den Preis der Gesellschaft für Sportmedizin der DDR. Dieser war finanziell dotiert und wurde vorrangig an Nachwuchswissenschaftler verliehen.
1989 zählte die GSM 1.100 ordentliche (Ärzte) und rund 300 außerordentliche (Sportphysiotherapeuten) Mitglieder.
Nach Wende und innerdeutscher Grenzöffnung bildeten sich bereits im Frühjahr 1990 aus den bisherigen Bezirksgruppen der GSM selbständige Landesverbände für Sportmedizin in den künftigen Neuen Bundesländern (Brandenburg, Mecklenburg-Vorpommern, Sachsen, Sachsen-Anhalt und Thüringen). Die Bezirksgruppe Berlin (Ost) schloss sich dem Berliner Sportärztebund (West) an. Die GSM stellte im August 1990 ihre Tätigkeit ein. Auf dem 32. Deutschen Sportärztekongress in München schlossen sich am 20. Oktober 1990 diese neuen Landesverbände dem Deutschen Sportärztebund an.